# Eladio Reinón
Eladio Reinón (Sedaví, València, 27/1/1963) és un saxofonista, clarinetista i docent valencià que es formà inicialment a la Banda Municipal del seu poble natal. Realitzà els seus estudis superiors de Música entre València i Barcelona, on s'assentà l'any 1982. Uns anys més tard, el 1986, se li atorgà el premi a millor jove intèrpret a la Mostra Nacional de Jazz. Fou docent al Taller de Músics de Barcelona entre 1983 i 1994, des d'on va col·laborar amb l'Institut de Ciències de l'Educació de la Universitat Politècnica de Catalunya i va impartir cursos al Seminari Internacional de Jazz de València entre 1994 i 1997. També fou el responsable del departament de música moderna de l'Escola de Música de Bellaterra des de 1991. La seva darrera experiència com a docent és sent professor de saxo-jazz a l'Escola Superior de Música de Catalunya (ESMUC) des de 2001.
Des que resideix a Barcelona, ha format part de diferents grups com A-Free-K, Zé Eduardo o la Big Band del taller de Músics. Ha intervingut durant la seva carrera a diversos programes de televisió i obres teatrals (amb els grups de teatre Dagoll Dagom i Els Comediants) i ha col·laborat amb l'Orquestra de Cadaqués i amb la del Teatre Lliure.
Reinón ha gravat i actuat amb grans figures del Jazz, tant a nivell espanyol com en l'àmbit internacional. Noms destacables són Jack Walrath, Dave Schnitter, Idris Multamad i Tete Montoliu. També ha participat en nombrosos festivals nacionals i internacionals.
Eladio Reinón viatjà a Nova York entre els anys 1991 i 1992, on va estudiar a la New School amb George Colrman i va participar en múltiples jam-sessions pels locals més reconeguts de la gran ciutat com el Blue Note, el Birland i el Visiones. També començà a liderar les seves pròpies formacions musicals, com un trío-quintet que fou destacat entre les millors formacions espanyoles en diferents certamens de la Mostra Nacional de Jazz. A més, la crítica especialitzada el considera com a un dels millors solistes de jazz d'Espanya.
Reinón té una afiliació directa amb la música llatina. Tant és així que ha realitzat adaptacions originals de boleros mítics com Bésame Mucho, Delirio i Moliendo Café. També ha ideat espectacles amb composicions pròpies com Canciones de amor latinas per una agrupació de 12 músics i en col·laboració de Tete Montoliu, amb qui també realitzà Es la historia de un amor, premiat com a millor disc l'any 1992 per l'Associació de Músics de Jazz de Catalunya.

## Obra
- Eladio Reinón Quintet, col. Tete Montoliu: Es la historia de un amor, Fresh Sound New Talent, 1993.
- Big Band Bellaterra: Don't Git Sassy, Fresh Sound New Talent, 1995.
- Eladio Reinón Latin Jazz Octet, col. Bebo Valdés: Acere, Fresh Sound World Jazz, 1998.
- Eladio Reinón Latin Big Band, col. Bebo Valdés: Afro-Cuban Jazz Suite nº1, Fresh Sound World Jazz, 1998.
- Eladio Reinón Supercombo: Canciones de amor latinas, Fresh Sound World Jazz, Barcelona, 1999.